# Будай, Игорь Михайлович
Игорь Михайлович Будай (1963—1996) — российский военный лётчик, капитан, участник войны в Таджикистане, Герой Российской Федерации (1996).

## Биография
Игорь Будай родился 7 июля 1963 года в селе Верхнедорожном Пустомытовского района Львовской области Украинской ССР. В 1982 году он был призван на службу в Вооружённые Силы СССР. Окончил Саратовское военное авиационное училище лётчиков в 1987 году, после чего служил старшим лётчиком-штурманом вертолёта «Ми-8» в вертолётных частях Прибалтийского пограничного округа, с сентября 1992 года — штурманом звена в Северо-Западном пограничном округе.
В сентябре 1996 года Будай прибыл в командировку в Таджикистан. Принимал участие в боевых действиях на таджико-афганской границе. 27 сентября 1996 года, когда российская пограничная застава на участке Калай-Хумбского погранотряда подверглась сильному двустороннему обстрелу как с афганской, так и с таджикской территории, Будай в составе экипажа подполковника Юрия Ставицкого вылетел ей на помощь. Во время захода для нанесения огневого удара по противнику вертолёт был обстрелян из крупнокалиберных пулемётов. Машина получила сильные повреждения, отказал правый двигатель, на борту начался пожар. Будай был тяжело ранен, но продолжил вести огонь по боевикам из пулемёта в грузовом отсеке. В том бою Будай был второй раз ранен. От полученных ранений он скончался в воздухе. Действия Будая позволили нанести точный удар по позициям противника, которые в дальнейшем ударами других вертолётов звена были уничтожены. Похоронен в селе Дроговиж Николаевской общины Львовской области Украины.
Указом Президента Российской Федерации № 1679 от 14 декабря 1996 года за «мужество и героизм, проявленные при выполнении воинского долга» капитан Игорь Будай посмертно был удостоен высокого звания Героя Российской Федерации. Также был награждён рядом медалей.